# Jacky Courtillat
Jacky Courtillat (n. 8 ianuarie 1943, Melun, Île-de-France, Franța) este un scrimer ce a reprezentat Franța, medaliat olimpic. A participat la 2 ediții ale Jocurilor Olimpice (1960, 1964) în care a câștigat o medalie de bronz.